# Ілюзія Поггендорфа
Ілюзія Поггендорфа — класична оптична ілюзія, названа на честь німецького фізика І. К. Поггендорфа, який виявив її в малюнку, надісланому йому астрофізиком І. Целльнером.
Суть ілюзії: на малюнку справа продовженням чорної лінії є червона лінія, а не синя, як видається на перший погляд.
Дотепер немає жодного прийнятного пояснення цієї ілюзії. Можливо, ефект виникає через те, що система зорового сприйняття у людини вкрай бідна щодо інтерпретації діагональних ліній, хоча причини цього досі не з'ясовані.

Ілюзія Поггендорфа